# Nachal Gever
Nachal Gever (hebrejsky: נחל גבר) je vádí v Judských horách v Izraeli.
Začíná západně od města Bajt Ula na Západním břehu Jordánu, v kopcovité krajině. Směřuje pak k severozápadu mírně se zablubujícím údolím a brzy vstupuje na území Izraele, kde začíná údolí pokrývat souvislý lesní komplex. Od severovýchodu přijímá vádí Nachal Neger a pak ústí jižně od vesnice Nechuša zprava do toku Nachal Guvrin, podél kterého zde vede dálnice číslo 35.